# Minsener-Oldoog

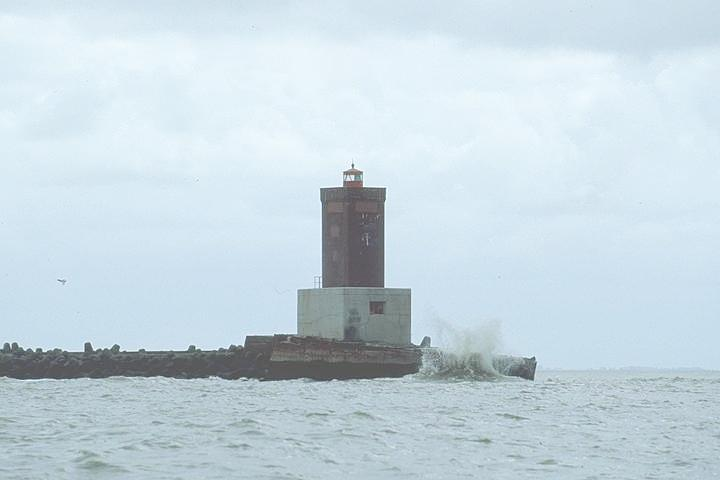
Vuurtoren op het eiland

Minsener-Oldoog is een Duits eiland in de Waddenzee dat bestaat uit twee zandplaten. Ten zuiden van Minsener-Oldoog ligt Schillig en ten westen ligt Wangerooge.
Het door voornamelijk zandophopingen gevormde eiland is onbewoond. De soms 12 meter hoge duinen bestaan voor het grootste deel uit fijn zand. Minsener-Oldoog ligt in het Nedersaksische Waddenzeegebied en wordt onder andere door vogels als rustplaats gebruikt. Daarnaast broeden er verschillende soorten vogels op. Omdat het er goed mogelijk is vogels te bekijken, worden er wadlooptochten vanuit plaatsen in de buurt georganiseerd. De wadlopers gaan dan naar het zuidelijkste puntje van het eiland, dat net buiten de beschermde zone valt. Voor de rest is het eiland gesloten natuurgebied.
Bestuurlijk maakt het eiland deel uit van de gemeente Wangerooge.

## Fotogalerij

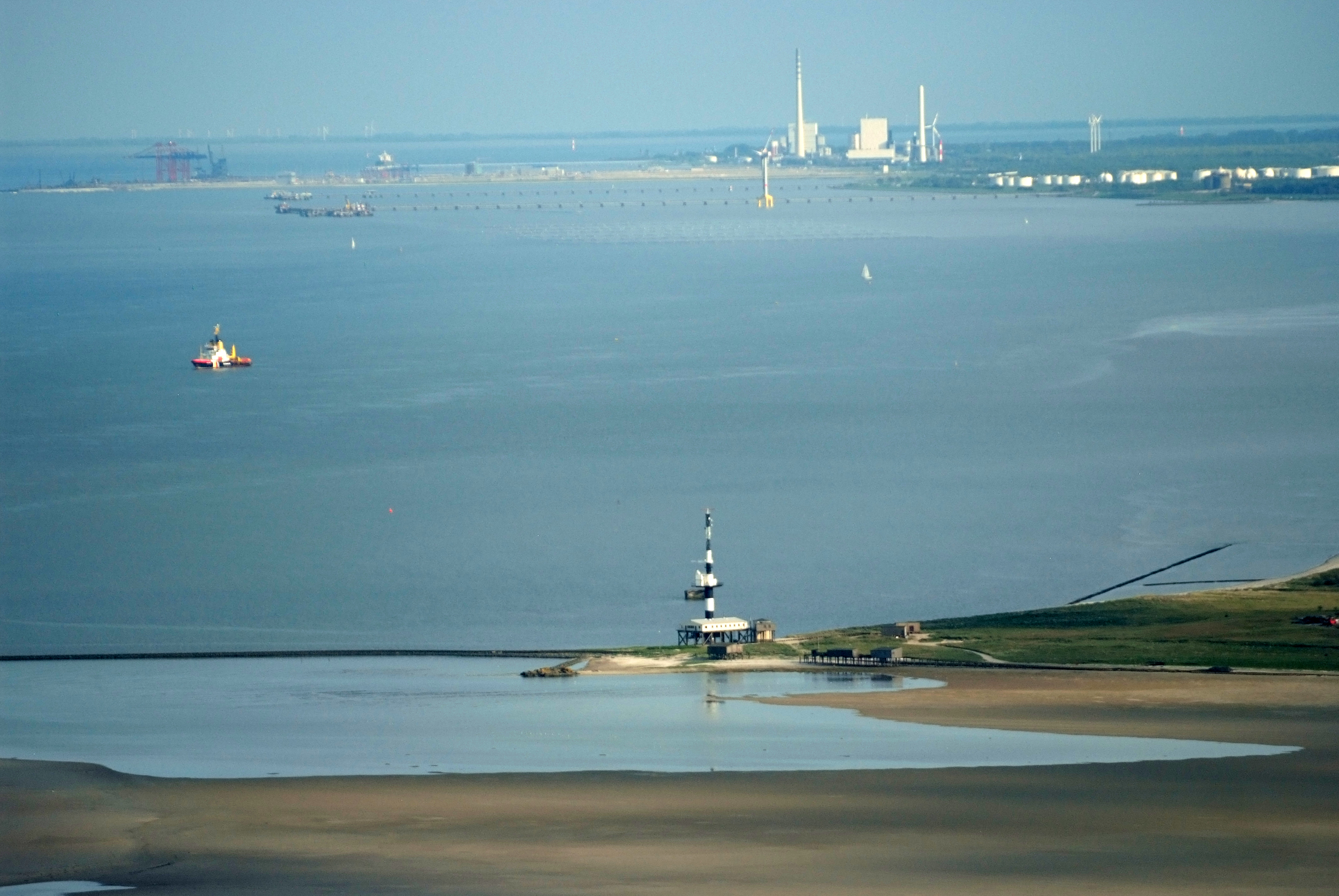
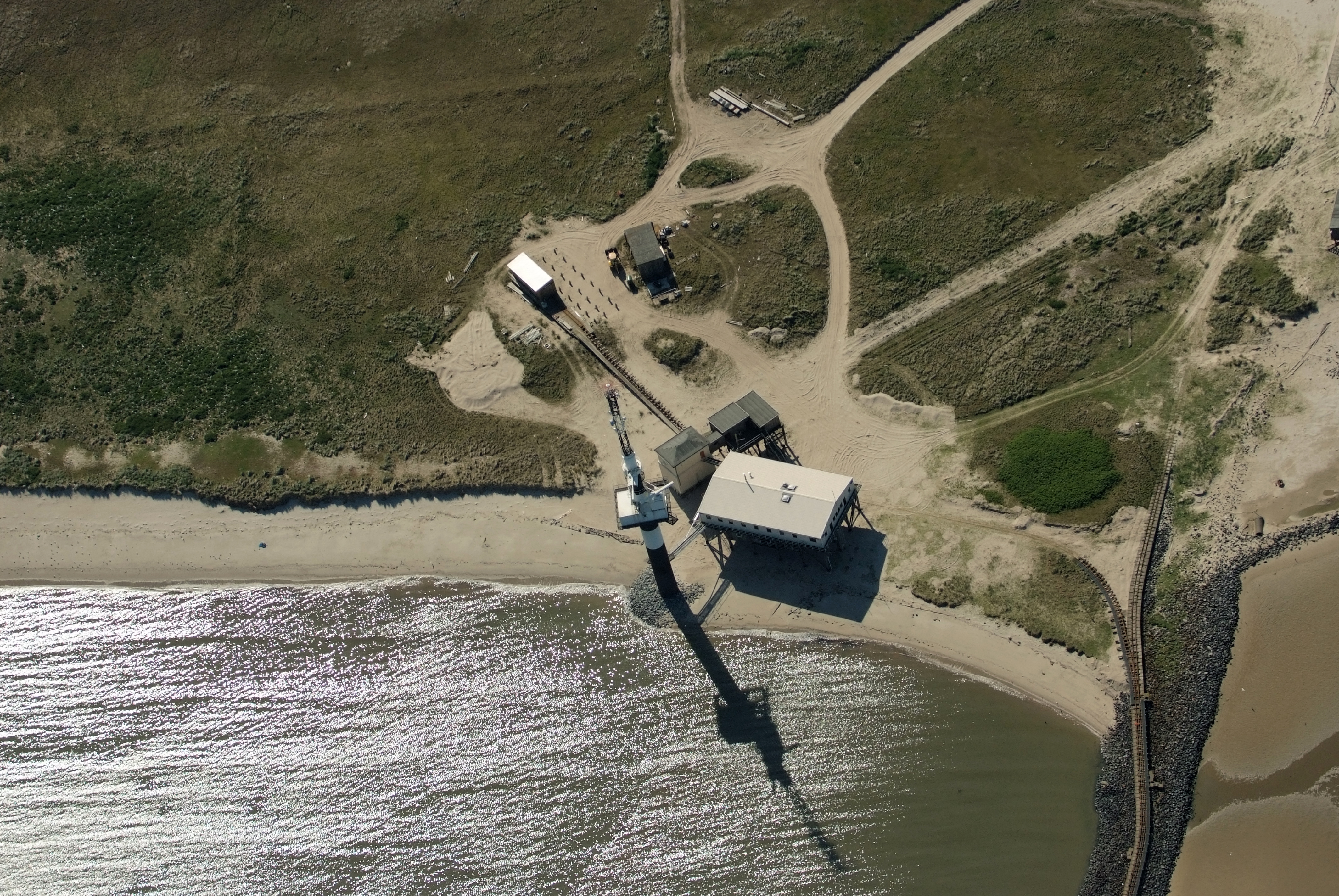
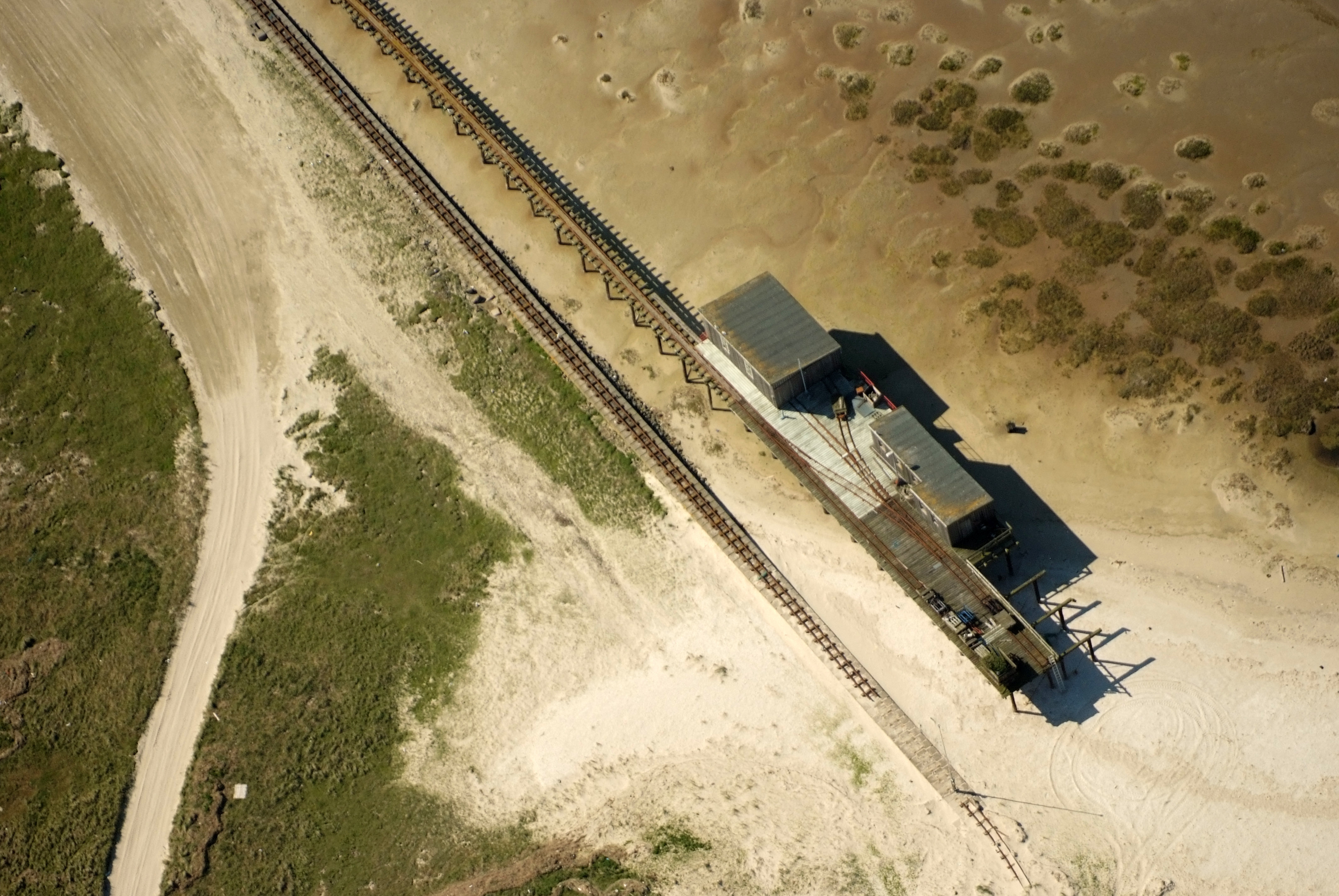
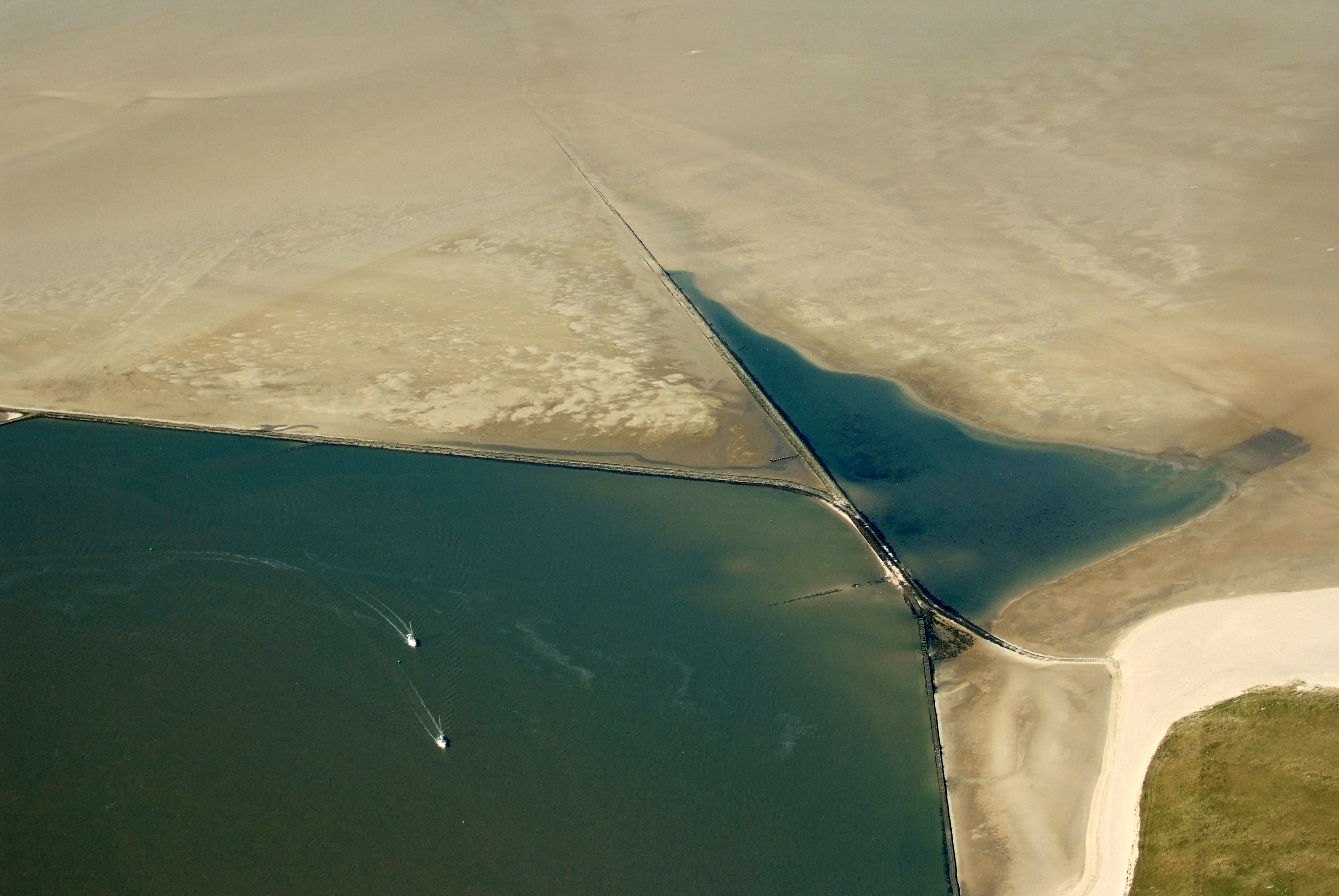